# Igoris Morinas
Igoris Morinas (ur. 21 lutego 1975 w Wilnie) – litewski piłkarz, grający w Žalgirisie Wilno. Występuje na pozycji napastnika.